# Ray Dorset

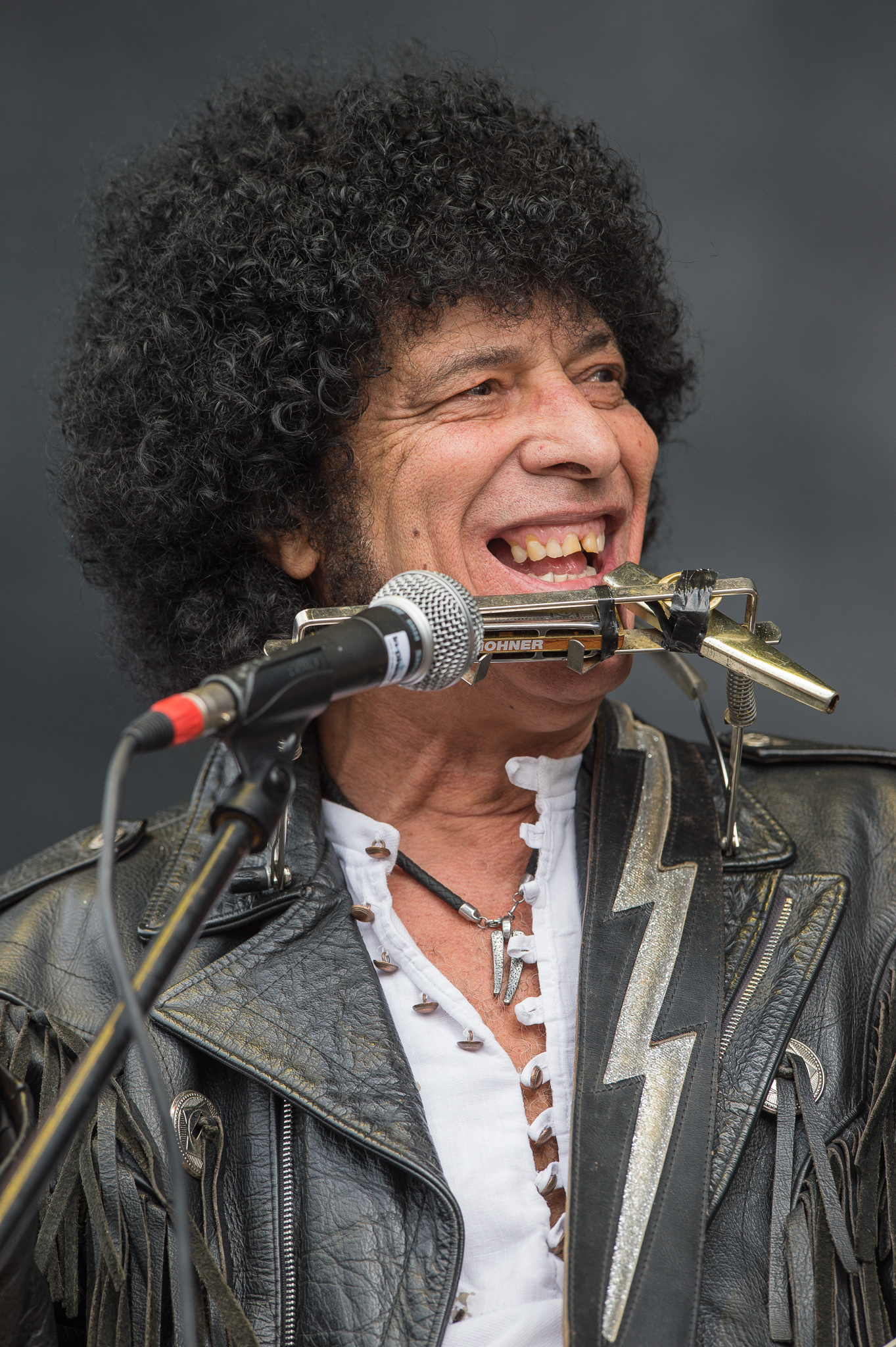
Ray Dorset bei Lieder am See (2016)

Ray Dorset (* 21. März 1946 in Ashford, Kent, England, eigentlich Raymond Edward Dorset) ist ein britischer Musiker und wurde bekannt als Frontmann, Sänger und Songschreiber der Band Mungo Jerry, für die er Hits wie In the Summertime, Baby Jump, Lady Rose oder Alright Alright Alright schrieb.

## Geschichte
Schon früh interessierte sich Dorset für Skiffle und Blues. Bereits mit 14 Jahren spielte er als singender Gitarrist in verschiedenen Bands. Als Musiker wirkte er u. a. auch bei Aufnahmen für den Reggae-Star Jackie Edwards und die Popsängerin Millie (My Boy Lollipop) mit. Schließlich gründete er seine eigene Blue Moon Skiffle Group. Besetzung und Name der Band wechselten oft, bis 1970 schließlich als „Mungo Jerry“ der internationale Durchbruch mit dem Sommerhit In the Summertime gelang. 
Neben seinem Bandprojekt Mungo Jerry betrieb Dorset ab 1978 sein eigenes Tonstudio und agierte auch als Komponist und Produzent für andere Bands. 1980 hatte die Sängerin Kelly Marie einen weltweiten Hit mit dem Song Feels like I'm in Love, den Dorset eigentlich für Elvis Presley komponiert hatte, der ihn aber nicht mehr aufnehmen konnte.
Zusammen mit Peter Green (ehemals Fleetwood Mac) und Vincent Crane (Atomic Rooster) gründete Dorset die Bluesband Katmandu, die 1984 das Album A Case for the Blues einspielte. Ray Dorset fungierte dabei als Sänger, Gitarrist und Produzent und schrieb vier Songs für das Album. Im Laufe der folgenden Jahre ist der Longplayer auf verschiedenen Labels veröffentlicht worden und wird zurzeit auf Snapper Records auch als Peter Green´s Katmandu/A Case for the Blues vertrieben. Eine zweite LP von Katmandu kam in der zweiten Hälfte der 1980er Jahre nicht mehr zustande, da Vincent Crane verstarb.
In den 1990er-Jahren komponierte Dorset neben Pop- und Rocksongs Kinderlieder sowie Film- und Fernsehtitel, u. a. für die Fernsehserie „Prospects“. Deren gleichnamiger Erkennungssong brachte Dorset unter dem Künstlernamen Made in England wieder zurück in die britischen Charts. Im Oscar-prämierten irischen Film The Crying Game war 1990 sein Nummer-1-Hit Baby Jump die Titelmelodie. 1995 hatte der Popstar Shaggy mit In the Summertime in neuer Version weltweit einen Top-Hit. Den Musiktrack dazu hatte Ray Dorset eingespielt und auch produziert.
Insgesamt bekam Ray Dorset drei Mal den Ivor Novello Award. 2000 zeichnete Sony den Komponisten zusätzlich aus: In the Summertime bekam den Sony-Award für den erfolgreichsten Sommerhit aller Zeiten mit weltweit 30 Millionen Verkäufen. 2004 war Ray Dorset Teilnehmer der „British Legends of Rhythm & Blues“ Tour und spielte als Sänger und Gitarrist zusammen mit Colin Hodgkinson (früher u. a. Alexis Korner), Zoot Money, Long John Baldry und anderen. 
Vergleiche von den Kritikern zwischen Marc Bolan (T. Rex) und Mr. Mungo Jerry Ray Dorset wurden Anfang der 1970er Jahre immer wieder gezogen in Bezug auf die markanten Vibrato-Stimmen der beiden. 2001 beteiligte sich Ray Dorset mit anderen Künstlern (wie z. B. Chris Farlowe) an einem auf Cherry Red Records erschienenen Tribute-Album für den verstorbenen Marc Bolan und spielte die Bolan-Songs Hot Love und I Love to Boogie neu ein.
Seit 1995 ist Ray Dorset mit seiner dritten Frau Britta, einer Deutschen, verheiratet. Er lebte mit seiner Frau und zwei Söhnen über 10 Jahre in Bielefeld und wohnt seit dem Sommer 2010 wieder in England. Er tourt zusätzlich zu seiner englischen Mungo-Jerry-Band mit der aus deutschen Musikern bestehenden „Mungo Jerry Bluesband“. Ray Dorset tritt ebenfalls als Soloact auf, mitunter begleitet von einem Mitglied der Originalbesetzung von Mungo Jerry, wie Mike Cole am Kontrabass oder dem Perkussionisten Joe Rush.

## Diskografie (Ray Dorset solo)
- 1972: Cold Blue Excursion (LP; Dawn)
- 1980: Forgotten Land/New Way of Life (Single)
- 1984: A Case for the Blues (CD; als "Peter Green & Friends")
- 1995: Cold Blue Excursion (CD; BeatGoesOn)
- 1999: No Frills – Ray Dorset sings Folk Songs (Fanclub-CD)
- 2000: Katmandu (CD; feat. Peter Green/Ray Dorset/Vincent Crane)